# Gornji Kladari
Pour les articles homonymes, voir Kladari.
Gornji Kladari (en serbe cyrillique : Горњи Кладари) est un village de Bosnie-Herzégovine. Il est situé dans la municipalité de Srbac et dans la république serbe de Bosnie. Selon les premiers résultats du recensement bosnien de 2013, il compte 358 habitants.

## Démographie

### Évolution historique de la population dans la localité
| 1948 | 1953 | 1961 | 1971 | 1981 | 1991 | 2013 |
| ---- | ---- | ---- | ---- | ---- | ---- | ---- |
| 390  | 393  | 384  | 357  | 415  | 392  | 358  |

|  |